# Велехрад
Велехрад (на чешки: Velehrad, (N 49° 06' 36" E 17° 23' 30") е село в Моравска Словакия – област на Чехия в моравския край на границата със Словакия, в планините Хржиби, до Ухерске Храдище в окръг Злин. Разположен е на 219 m надморска височина.
Има 1 323 жители (28 август 2006 г.)

## История
Велеград, открит на Старе место край днешното село Велеград е бил главният град на Велика Моравия по времето на княз Ростислав (843-870). Тук в 863 г. са донесли славянската азбука св. св. Кирил и Методий и са работили в мисията си във Великоморавия от 863 до 867 г.
Велеград е епископски и архиепископски център и бил седалище на св. Методий в 9 век. Тук той е служил на славянски т.е. на старобългарски език и се е борил с триезичната догма, след като е ръкоположен от папата за архиепископ на Моравия и Панония в 869 г. Оттук поема в 884 г. към Прага, за да християнизара Бохемия, където покръства владетеля ѝ Боривой (Боржива) и съпругата му Людмила. Методий е добре известен сред западните славяни и с българското си име Страхота. Той е починал във Велеград в 885 г. и вероятно е погребан в старата епископска църква, която се е издигала тук. След падането на държавата под унгарска и немска власт Велеград се споменава отново в 1131 г. в доклад на епископа на Оломоуц и в по-късни документи.
Днешното Старе место на Велеград, археологически се проучва активно от 1948 г.

## Събития и забележителности
- Велеград е едно от най-известните духовни места за поклонение в Централна Европа, особено сред католиците от Чехия, Словакия и Хърватско. Първият цистерциански манастир в Моравия е основан тук в 1205 г., в 19 век йезуитите устройват в него училище. Поклоническата базилика и самият манастир са посветени на св. св. Кирил и Методий и успението на св. Богородица. Поклонниците отиват в манастира за да отдадат почит на св. св. Кирил и Методий, обявени от църквата за покровители на християнска Европа. В 1990 г. поклонението се ръководи лично от папа Йоан Павел II.

- Забележителна е т.нар. Стояновата гимназия (Stojanov exerciční dům). Д-р Антонин Кирил Стоян е католически архиепископ на Оломоуц Моравско и митрополит известен с дейността си за славянско единство и благотворителност, по-късно сенатор в чешкия парламент. Той заедно с Кирило-Методиевото дружество във Велеград в 1913 г. предприемат инициатива за построяването на дом за обучение на 120 младежи. В 1922 г. те купуват и до 1924 г. основно преустройват стара пивоварна при манастира. Проектът е реализиран на забележително ниво. Днес това е католическа гимназия в манастирския комплекс, представляваща всъщност голям и комфортен конгресен и хотелски център за младежи и учени от цяла Европа. Тук редовно се провеждат различни семинари и конференции.

Велеград се счита за място, символизиращо единството и моста между Изтока и Запада на християнска Европа. Гражданите и общината държат не само на хилядолетните традиции на тази слава, но полагат своите усилия това да се развива и в бъдеще.